# Longjiang (köpinghuvudort i Kina, Hainan Sheng, lat 19,15, long 110,32)
Longjiang är en köpinghuvudort i Kina. Den ligger i provinsen Hainan, i den södra delen av landet, omkring 100 kilometer söder om provinshuvudstaden Haikou. Antalet invånare är 18 385. Befolkningen består av 8 617 kvinnor och 9 768 män. Barn under 15 år utgör 18,0 %, vuxna 15-64 år 67 %, och äldre över 65 år 13,0 %.
Runt Longjiang är det tätbefolkat, med 276 invånare per kvadratkilometer. Närmaste större samhälle är Qionghai, 18,4 km nordost om Longjiang. I omgivningarna runt Longjiang växer huvudsakligen savannskog.
Genomsnittlig årsnederbörd är 2 294 millimeter. Den regnigaste månaden är september, med i genomsnitt 368 mm nederbörd, och den torraste är januari, med 20 mm nederbörd.